# Beja
För andra betydelser, se Beja (olika betydelser).
Beja (portugisiskt uttal: [ˈbɛʒɐ]
 ( lyssna)) är en stad och kommun i regionen Alentejo i södra Portugal.
Den ligger ca 135 km sydost om huvudstaden Lissabon.
Staden i kommunen har runt 21 000 invånare (ANO). Den är ett centrum för jordbruk och handel i distriktet.
Kommunen som är ungefär lika stor som Öland har 35 854 invånare (2020) och en yta på 1 147,00 km².
Den består av 12 kommundelar (freguesias) och är belägen i distrito de Beja.

## Ortnamnet
Ortnamnet Beja härstammar från latinets Pax (”fred”) i Pax Julia, det romerska namnet på staden. Senare, under arabtiden, kallades staden för Baja.

## Ekonomi
Staden är ett centrum för jordbruk och handel. Jordbruksvaror som produceras i regionen är bland annat vete, olivolja och kork. 
Boskapsskötsel med får, kor och grisar bedrivs på många gårdar.
Uttvinning av koppar och tenn samt brytning av marmor och granit förekommer likaledes i området.

## Freguesias
Beja är indelat i tolv freguesias vilka är:

- Albernoa e Trindade
- Baleizão
- Beja (Salvador e Santa Maria da Feira)
- Beja (Santiago Maior e São João Baptista)
- Beringel
- Cabeça Gorda
- Nossa Senhora das Neves
- Salvada e Quintos
- Santa Clara de Louredo
- Santa Vitória e Mombeja
- São Matias
- Trigaches e São Brissos